# Гулай
Гула́й, также гула́и, гулэ́й, гулэ́и, гуле́й, гуле́и (индон. , малайск. и мин. gulai) — группа блюд, пользующихся широкой популярностью в национальных кухнях Индонезии, Малайзии и Сингапура, объединённая общим способом кулинарной обработки: тушением в соусе, приготовленном на основе кокосового молока с большим количеством специй.
По рецептуре и технологии приготовления гулай достаточно близок индийскому карри, который в своё время и послужил его прототипом. Таким образом могут готовиться самые различные продукты животного и, реже, растительного происхождения. Чаще такие блюда бывают однокомпонентными, однако достаточно многочисленны и те, в которых используются два и более основных продукта: они могут смешиваться, либо один из продуктов фаршируется другими.
Родоначальницей гулая является падангская кухня, и именно в ней этот тип кушаний в настоящее время занимает наиболее значительное место. Гулаи из различных видов мяса, птицы, субпродуктов, рыбы, морепродуктов и овощей являются непременными составляющими традиционных для этой кухни комплексных трапез — наси-паданга и наси-капау. Из падангской кухни гулай был со временем перенят кухнями других народов Суматры, а позднее получил распространение на других территориях Малайского архипелага, а также на Малайском полуострове.

## Происхождение и распространение

Исторический ареал расселения народа минангкабау — «носителя» падангской кухни

Родиной гулая являются западные районы индонезийского острова Суматра, населённые народом минангкабау, национальная кухня которого, широко известная под названием падангской, является одной из основных этнорегиональных составляющих индонезийской кухни. Именно эти территории в силу своего географического положения с давних времён в наибольшей степени среди всех земель нынешней Индонезии испытывали культурное влияние народов Индостана, выразившееся в том числе в привнесении сюда традиций индийской кухни. Своего пика это влияние достигло к началу XVI века, и именно к этому периоду, по мнению специалистов, относится возникновение гулая. Это кушанье стало, по существу, местной адаптацией индийского карри, которое также тушится в соусе на основе кокосового молока с обилием специй и пряностей (рецептурное сходство этих двух типов блюд настолько заметно, что на Западе гулай иногда называют «индонезийским карри»). В последующие столетия, по мере распространения среди минангкабау новых видов специй, пряностей и овощей — вначале тех, которые заимствовались из регионов Южной Азии и Ближнего Востока, а также других частей Малайского архипелага, а позднее тех, которые акклиматизировались здесь европейскими колонизаторами, рецептура этих блюд развивалась, они становились всё более разнообразными.

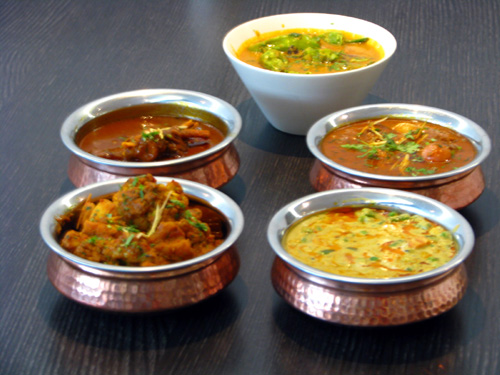
Индийский карри — прототип гулая

В итоге гулай занял исключительно важное место в рационе минангкабау: наряду с рендангом и баладо он стал одним из трёх «столпов» падангской кухни. При этом данная группа блюд является наиболее многочисленной из указанных трёх: один из наиболее известных индонезийских специалистов в области продовольствия и питания профессор Университета Гаджа Мада Мурдиджати Гарджито (индон. Murdijati Gardjito) выделяет не менее 50 основных видов этого кушанья — причём в расчёт не идут те из них, которые отличаются лишь набором приправ.
От минангкабау гулай весьма быстро переняли их ближайшие соседи по Суматре: ачехцы, батаки, малайцы, реджанги. Как и некоторые другие заимствованные падангские кушанья, многие виды гулая уже давно считаются в среде этих народов «своими» блюдами. В более же поздний период гулай популяризировался и на других островах Малайского архипелага, а также на Малайском полуострове, чему в значительной степени способствовали активные миграции минангкабау за пределы их исторического ареала расселения, а также их традиционная активность в сфере ресторанного бизнеса. В результате в настоящее время эта группа блюд является неотъемлемой составляющей национальных кухонь Индонезии, Малайзии и Сингапура, а также пользуется определённой известностью за их пределами — прежде всего в тех странах, где имеются значительные общины минангкабау. К последним, в частности, относятся Нидерланды — бывшая метрополия Индонезии, а также такие государства и территории Азиатско-Тихоокеанского региона, как США, Филиппины, Австралия, Гонконг и Тайвань.

## Продукты и их сочетания
Гулай может готовиться из самых разнообразных продуктов животного и, реже, растительного происхождения. В силу того, что в хозяйственном укладе минангкабау исторически важнейшую роль играет скотоводство, особую популярность приобрели варианты этого кушанья, изготовляемые из мяса, прежде всего из говядины, а также из всевозможных говяжьих субпродуктов: мозгов, печени, сердца, лёгких, почек, рубца, костного мозга, кожи. Широко практикуется также использование баранины, козлятины, рыбы, морепродуктов и птицы — курятины и утятины. Иногда таким образом готовятся буйволятина, конина, мясо черепахи. Использование свинины практикуется в среде немусульманского населения Индонезии, например, у батаков-христиан. Кроме того, существуют популярные рецепты гулая из продуктов, которые уже подверглись какой-то кулинарной обработке. Это прежде всего гулай из варёных яиц — куриных или утиных, а также гулай из говяжьего денде́нга — индонезийской версии джерки.
Среди продуктов растительного происхождения для приготовления гулая чаще всего используются темпе, тофу и некоторые виды овощей, фруктов и травянистых растений, в частности джекфрут, капуста, картофель, чайот, стручковая фасоль, вигна, паркия красивая, морковь, репчатый лук, клубни таро, папоротник, листья маниока, молодые побеги бамбука, а также плоды дерева Archidendron pauciflorum. Особой популярностью «вегетарианские» гулаи пользуются во внутренних районах северной части индонезийской провинции Западная Суматра, климатические условия которых в наибольшей степени благоприятствуют овощеводству и садоводству.
В большинстве случаев гулай бывает однокомпонентным — не считая неизменно многочисленных приправ. Однако существуют и рецепты, предусматривающие использование в таком блюде двух, трёх, а иногда и большего количества различных основных продуктов: они смешиваются друг с другом, либо же один продукт начиняется другим. К мясу или яйцам может добавляться какой-то овощ, тофу или темпе, различные виды овощей могут смешиваться между собой в различных пропорциях.
Наиболее характерны подобные смешанные гулаи для округа Агам и города Букиттинги, расположенных в Западной Суматре. Самым многокомпонентным из таких кушаний считается гулай, получивший название «капауского» — по наименованию поселения, кулинарным специалитетом которого он является: в состав этого кушанья обычно входят стручковая фасоль, капуста, чайот и проростки бамбука, часто добавляются также лук-шалот и зелёный лук, иногда тофу. Не меньшей популярностью в этой же части Западной Суматры пользуется гулай из говяжьей кишки, фаршированной смесью из мелко нарубленного тофу либо картофеля с варёными яйцами — чаще утиными, реже куриными. В более южных же районах этой провинции — как прибрежных, так и внутренних — гулай часто готовят из целых тушек каракатиц, которые начиняются тофу, картофелем, листьями маниока, рублеными или целыми варёными яйцами.

## Приготовление

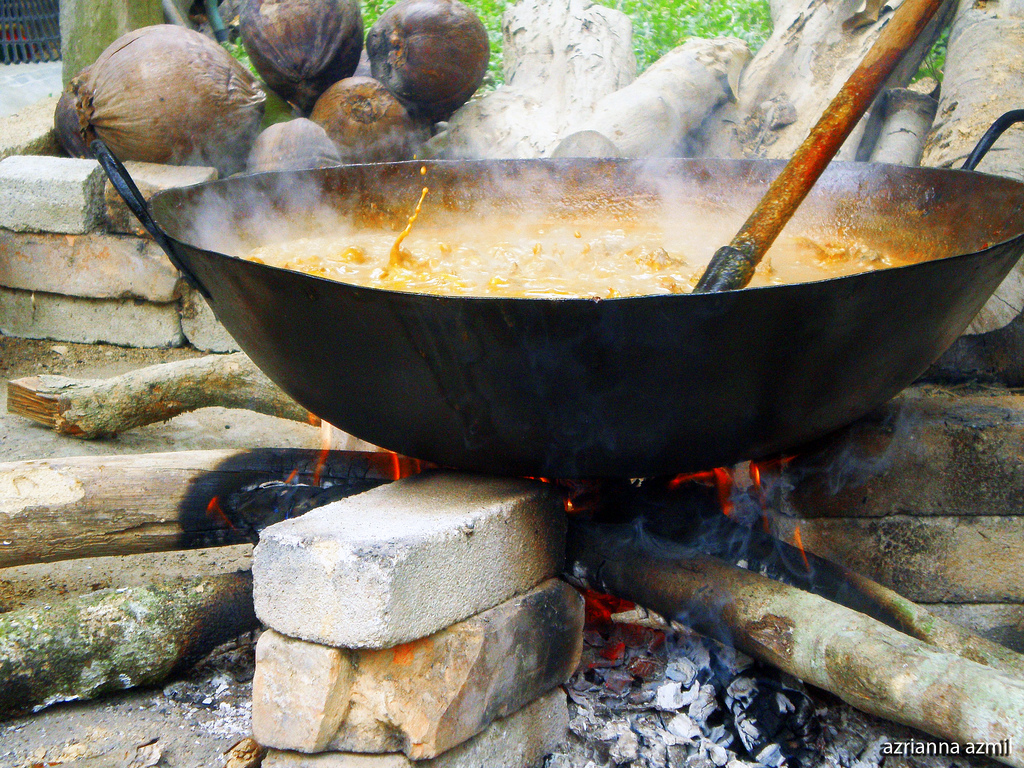
Приготовление гулая в воке. Индонезия

Для приготовления гулая продукты обычно нарезаются на кусочки, которые, в зависимости от рецептуры, могут быть различного размера — от совсем небольших, как в европейских рагу, до весьма крупных — значительно больших, нежели в индийском карри. Так, куриные и утиные тушки нередко разрубаются всего на четыре части, мясо и субпродукты — на ломти размером со стейк. Столь же различной может быть и нарезка овощей: например, некоторые рецепты требуют тонкой шинковки капусты или чайота, а в других кочан или клубень лишь разрубается на несколько кусков. Креветки, моллюски, мелкая рыба, стручковая фасоль, вигна и ростки бамбука обычно употребляются целиком, как и яйца — если те используются как основной продукт, а не для фарширования.

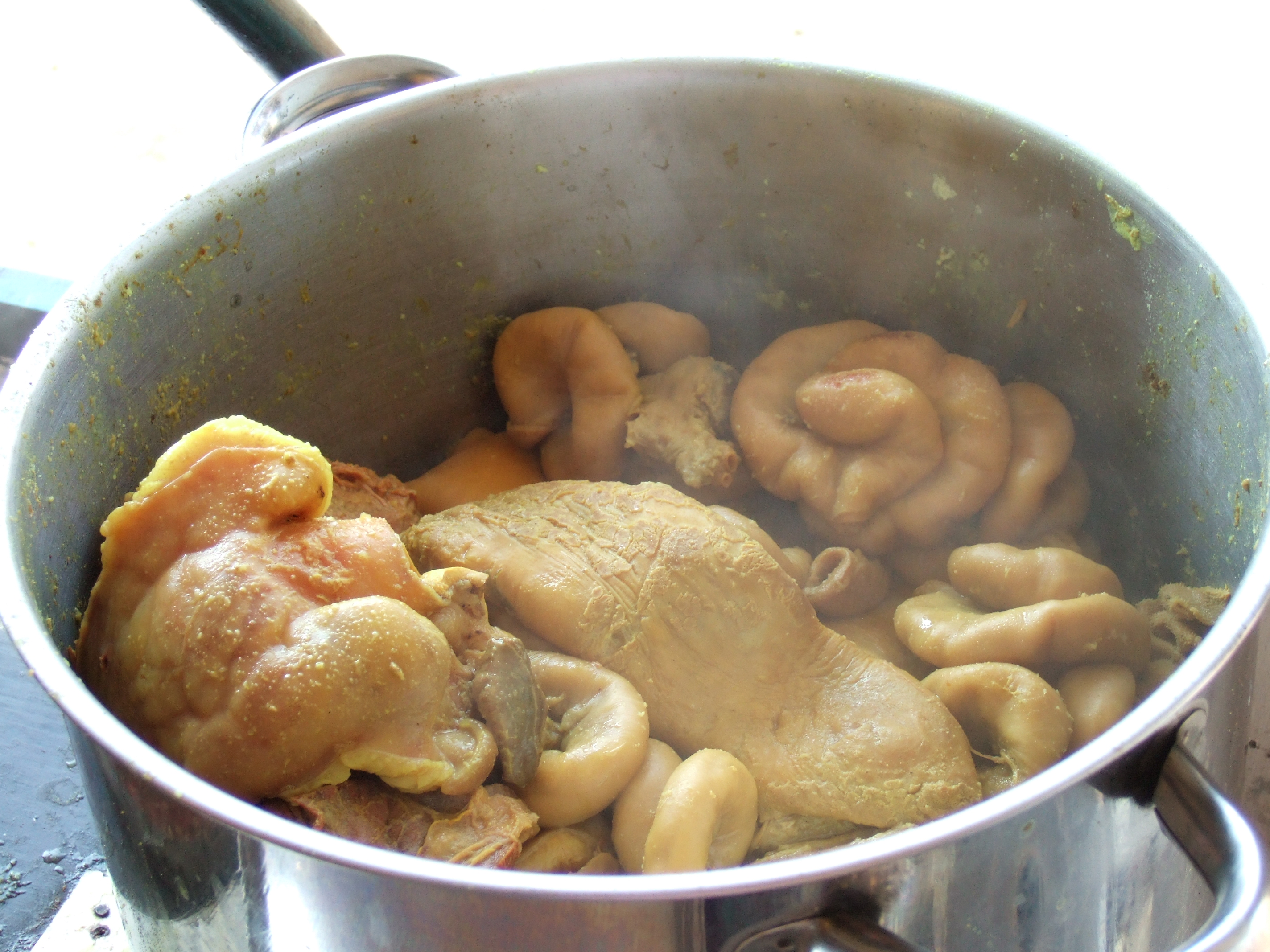
Говяжьи субпродукты — основа множества видов гулая

В качестве посуды для приготовления этого блюда используется любая достаточно глубокая посудина: котёл, объёмный вок, кастрюля или сковорода с высокими бортами. Для всех видов гулая характерным является двухступенчатый процесс готовки: предварительная обжарка с последующим тушением. Исходные продукты сперва обжариваются до полуготовности в большом количестве растительного масла с определённым набором специй и пряностей, в который чаще всего входят измельчённые чеснок, красный перец и лук-шалот, кардамон, имбирь, цимбопогон, куркума, лумбанг, нередко душистый перец, шафран, челнобородник лимонный, тмин, фенхель, пажитник сенной, листья лайма или каффир-лайма, большой и малый калган. Часть специй обычно прожаривается в масле ещё до начала обработки основного продукта, другие добавляются позднее по ходу прожарки. Через некоторое время в ёмкость заливается кокосовое молоко, и жарка переходит в тушение, которое продолжается до полной готовности продукта — обычно от получаса до часа. В результате готовое блюдо представляет собой куски основного продукта, залитые значительным количеством маслянистого соуса, который благодаря специям обычно приобретает достаточно яркие оттенки — чаще всего коричневого, золотистого или оранжевого цвета. За счёт обильных приправ практически все виды гулая имеют весьма пряный вкус с различной степенью жгучести, а также выраженный аромат.

## Региональные разновидности

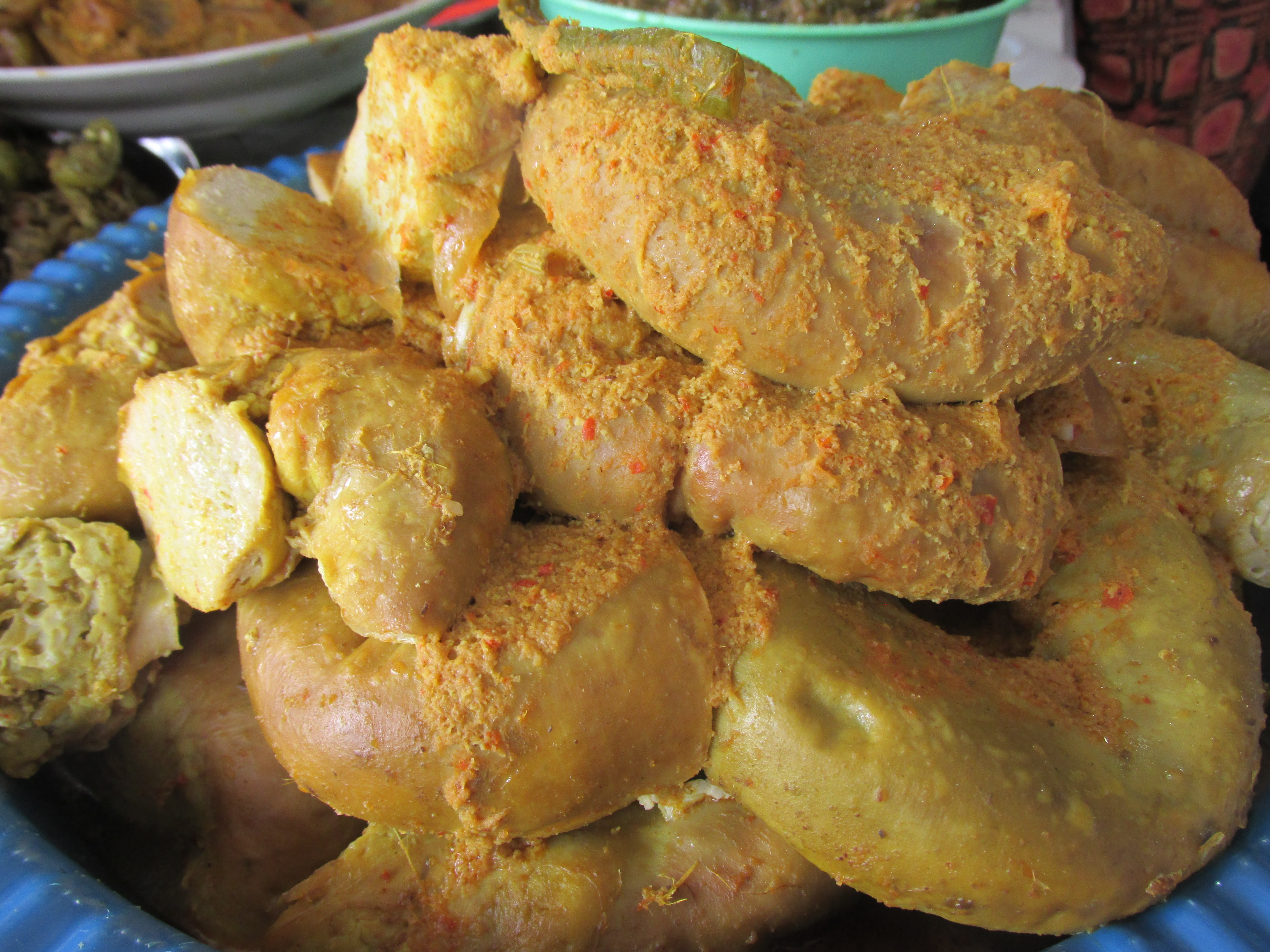
Гулай из фаршированных говяжьих кишок — традиционное блюдо округа Агам

В Индонезии, Малайзии и Сингапуре практикуется приготовление множества видов гулая, которые различаются по основным продуктам, набору специй и пряностей, а также по нюансам процесса приготовления. Повсеместной популярностью пользуются гулаи из баранины и курятины, рыба и морепродукты же используются прежде всего в прибрежных районах. Достаточно многие виды этого блюда являются кулинарными специалитетами определённых городов, местностей, народностей или этнических групп. Так, большинство рецептов гулая из говядины и говяжьих субпродуктов имеют суматранское происхождение. Особым многообразием гулаев отличается Западная Суматра, где, в свою очередь, звание «столицы гулая» исторически оспаривают города Паданг и Букиттинги: в кухне первого однозначно преобладают мясные однокомпонентные гулаи, в кухне второго наряду с теми же широко представлены также овощные и смешанные. Из округов этой провинции своими гулаями особенно известен Агам: к числу местных специалитетов относятся гулаи из мякоти джекфрута, из фаршированной говяжьей кишки, из карпов с икрой, а также из утки с большим количеством зелёного стручкового перца, который придаёт этому блюду не только особую остроту, но и интенсивный зелёный цвет. Гулай из головы крупной рыбы считается традиционным кушаньем Ачеха; из кукурузы с креветками или тунцом — Лампунга; из баранины с финиками — северосуматранского Медана; гулай из курицы, предварительно обжаренной на костре из скорлупы кокосовых орехов, — южносулавесийского Макасара; гулай из утиных яиц с луком-шалотом — южнокалимантанского Банджармасина.

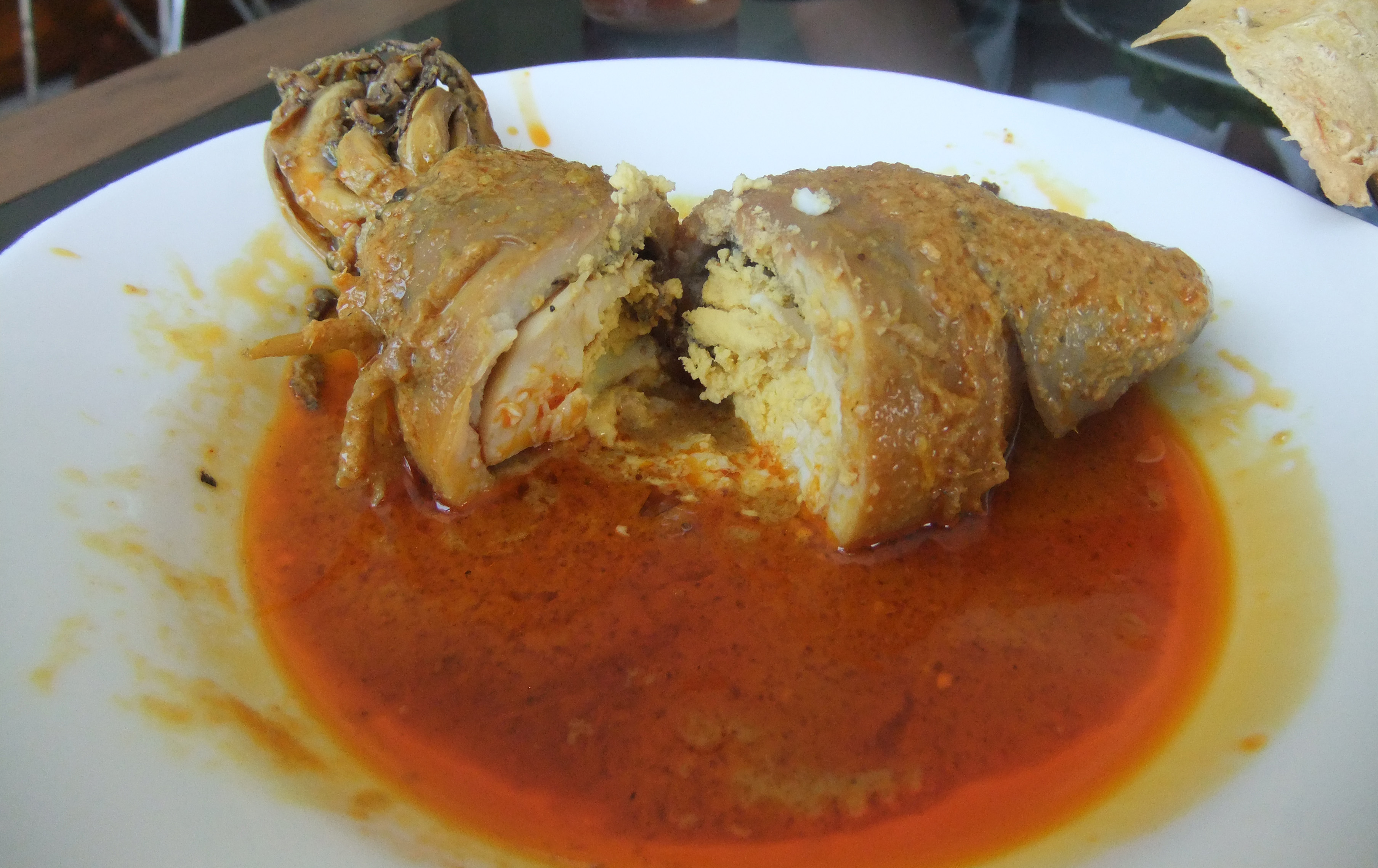
Гулай из кальмаров, начинённых целыми утиными яйцами, — один из кулинарных специалитетов Паданга

При всём разнообразии рецептов гулая достаточно чётко выделяются два основных типа этих блюд. Для первого, который считается классическим и типичен для Суматры и большинства районов Малайзии, характерна крупная нарезка продуктов, относительно малое количество соуса и бо́льшая густота последнего (в ряде случаев для дополнительного загущения на финальном этапе тушения в соус даже добавляется жареная измельчённая копра). Второй же тип получил распространение в яванской кухне: там исходные продукты обычно нарезают заметно мельче и традиционно готовят в большем объёме кокосового молока. В результате если первый тип гулая внешне напоминает стью или жаркое с обильной подливкой, то второй больше похож на густой суп. Кроме того, достаточно заметной является разница в наборе приправ. Яванцы при приготовлении гулаев почти не используют такие характерные для классического типа этих кушаний специи, как кардамон, кориандр, куркуму, цимбопогон, пажитник сенной. В то же время привычные для яванцев гвоздика, мускатный орех и корица достаточно редко применяются в суматранских и малайских гулаях.
По составу ингредиентов и приправ, а также по технологии приготовления гулай достаточно схож с другим популярным блюдом индонезийской кухни — рендангом, который также готовится из самого широкого спектра продуктов посредством их тушения в пряном соусе. Однако если в гулае специи и кокосовое молоко добавляют к продуктам только после их предварительной обжарки, то в ренданге продукты изначально тушат в заранее приготовленном соусе на основе кокосового молока. Кроме того, ренданг подвергается значительно более продолжительному тушению — до 5-6 часов, в результате чего соус в нём полностью выпаривается, а поверхность продуктов обычно делается довольно сухой и часто покрывается неравномерной корочкой.
Ещё в большей степени по технологии приготовления на гулай похоже другое традиционное падангское кушанье — асам-падех: как и гулай, оно с самого начала тушится в соусе с большим количестве специй, который до конца не выпаривается. Однако разница состоит в том, что основой соуса асам-падеха является не кокосовое молоко, а вода.

## Подача и употребление

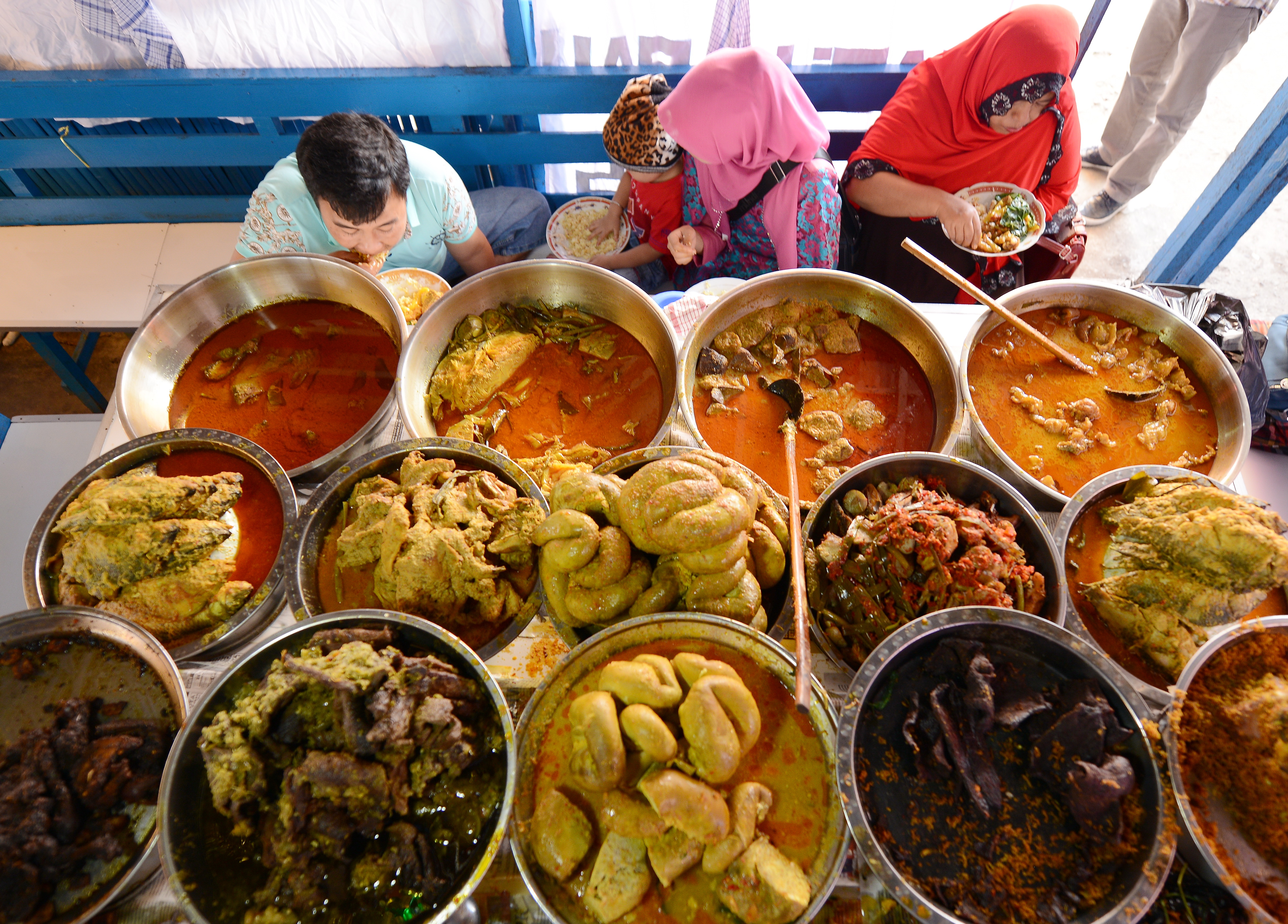
Различные виды гулая в составе наси-капау. Западная Суматра

В большинстве мест своего распространения гулай является популярным кушаньем как домашней, так и ресторанной кухни. На Суматре и во многих местностях Западной Малайзии он является одним из основных повседневных блюд у всех слоёв населения. Приготовление гулая освоено заведениями общественного питания всех уровней, однако особо важное место он занимает в меню традиционных падангских харчевен, прежде всего в качестве одной из наиболее популярных составляющих наси-паданга и наси-капау — двух разновидностей комплексного обеда, представляющих собой наборы из варёного риса и множества разнообразных добавок к нему, которые являются основой падангского общепита. При этом если в составе наси-паданга гулаи обычно занимают долю, сопоставимую с долями других основных типов падангских кушаний — в частности баладо и рендангов, то в составе наси-капау — как минимум половину, а зачастую и намного бо́льшую долю блюд. Именно превалирование гулаев обуславливает ключевое отличие наси-капау от наси-паданга: обилие соусов обуславливает подачу блюд не на небольших плоских тарелках, а в судках или глубоких мисках, которые невозможно установить друг на друга в несколько «этажей». Кроме того, при заказе в традиционной харчевне наси-капау принято в виде «комплимента от заведения» бесплатно подавать небольшую порцию гулая — обычно из фаршированной говяжьей кишки или из денденга, тогда как при подаче наси-паданга такой бонус, именуемый на языке минангкабау «себе́нг» (мин. sebeng), никогда не практикуется. Кроме того, широко практикуется приготовление и продажа гулая торговцами на традиционных базарах, а также уличными разносчиками, использующими для этих целей специально оборудованные тележки.

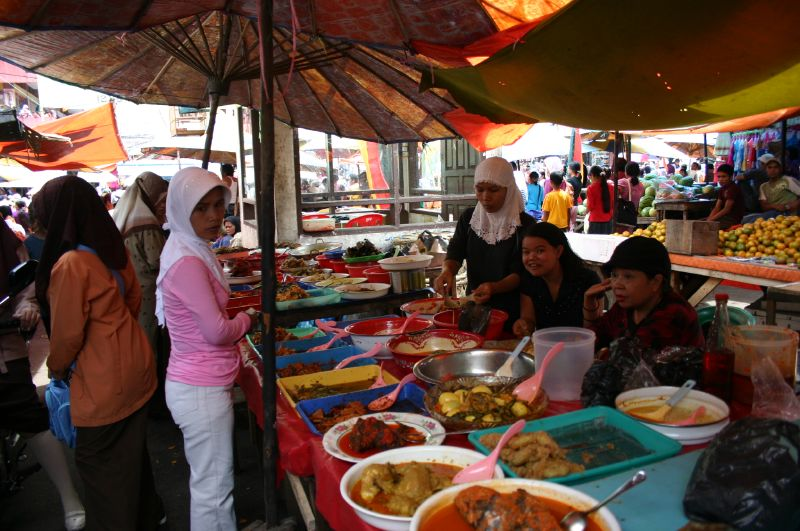
Продажа гулая на базаре в суматранском городе Паякумбух

Гулай во всех своих видах является основным блюдом. Как и многие другие падангские кушанья, он может употребляться в пищу в горячем виде — сразу после приготовления, однако остывший уже, как правило, не разогревается и подаётся при комнатной температуре. Благодаря обилию специй большинство видов гулая могут храниться достаточно долго, поэтому их — опять же, как и множество прочих блюд падангской кухни, — обычно готовят впрок на несколько дней и хранят без холодильника, лишь прикрыв крышкой. Чаще всего такие кушанья едят с варёным рисом: именно рисом, скатанным в комочек, принято вымакивать соус гулая. Иногда вместо обычного варёного риса к гулаям подают кетупат или лонтонг — рисовые брикеты, сваренные в оплётках из пальмового листа, соответственно, прямоугольные или продолговатые: разрезанные или разломанные на кусочки, их погружают в соус. В некоторых районах Суматры и Западной Малайзии к гулаю принято подавать пресные лепёшки из пшеничной муки, похожие на индийские чапати.